# Bẫy mật ong
Bẫy mật ong (tiếng Anh: Honey trapping) là một hoạt động điều tra liên quan đến việc sử dụng các mối quan hệ lãng mạn hoặc tình dục cho mục đích giữa các cá nhân, chính trị (bao gồm gián điệp nhà nước) hoặc mục đích kinh tế. Bẫy mật ong được sử dụng chủ yếu để thu thập bằng chứng về chủ đề có liên quan. Bẫy mật ong cũng được sử dụng để ép buộc một người mới nghiện ma túy bất hợp pháp và cũng để buôn lậu ma túy.